# Vogelberg (Šluknovská pahorkatina)
Vogelberg (česky doslovně Ptačí vrch) je vrch o nadmořské výšce 462 m na území obce Steinigtwolmsdorf (místní část Ringenhain) v zemském okrese Budyšín v Sasku.

## Charakteristika
Vrch leží v německé části Šluknovské pahorkatiny (Lausitzer Bergland) a její mesogeochoře Severní hornolužická vrchovina (Nördliches Oberlausitzer Bergland). Ze západu na Vogelberg navazuje Valtenberg (586 m) a ze severozápadu Linzberg (459 m). Geologické podloží tvoří v západní části hybridní dvojslídý granodiorit a ve východní části pak lužický granodiorit. Převažujícím půdním typem je podzolová kambizem, kterou doplňuje glej až koluvizem. Podél jižního až severovýchodního úpatí protéká Wesenitz. Celý vrch tak náleží k povodí Labe a k úmoří Severního moře. Většina vrchu je zalesněná převážně jehličnatým lesem a na východních svazích se rozkládá zástavba Ringenhainu. Vogelberg je součástí lesní oblasti Hohwald a chráněné krajinné oblasti Oberlausitzer Bergland. Přes svahy vede několik turistických tras (žlutá, červená a zelená), které spojují Ringenhain a Steinigtwolmsdorf s Valtenbergem.